# Steglitzer Schülertragödie

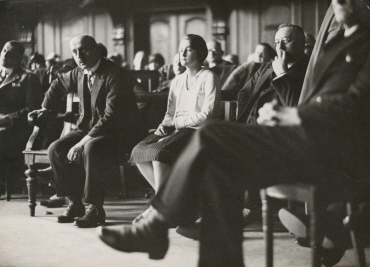
Foto vom Prozess, Hilde Scheller (Mitte) auf der Zeugenbank im Landgerichtssaal in Berlin (Feb. 1928)

Als Steglitzer Schülertragödie wird ein Vorfall bezeichnet, der sich am 28. Juni 1927 im Berliner Stadtteil Steglitz abspielte.

## Ablauf des Vorfalls
Die Oberschüler Paul Krantz (18) und Günther Scheller (19) hatten unter starkem Alkoholeinfluss im elterlichen Sommerhaus in Mahlow bei Berlin einen Selbstmordpakt geschlossen: Scheller sollte seinen Freund Hans Stephan (18) erschießen. Krantz sollte anschließend Günther Scheller sowie dessen Schwester Hildegard (16) und schließlich sich selbst umbringen. Auslöser waren einerseits die intimen Beziehungen Hildegard Schellers zu Paul Krantz und Hans Stephan und andererseits Günther Schellers unglückliche Liebe zu Hans Stephan.
Später erfüllte Günther Scheller seinen Teil der Verabredung, indem er in der Wohnung seiner Eltern in der Berliner Albrechtstraße 72 C Hans Stephan erschoss. Kurz darauf nahm er sich mit einem Kopfschuss das Leben. Paul Krantz führte die geplante Tat nicht aus.

## Prozess
Im November 1927 erhob die Staatsanwaltschaft Berlin Anklage gegen Paul Krantz wegen Mordes. Der Prozess begann am 9. Februar 1928. Das Interesse der Öffentlichkeit war so groß, dass sämtliche Einlasskarten bereits Tage zuvor ausgegeben waren. Am ersten Prozesstag musste die Schutzpolizei den Sitzungssaal mit einem Kordon abriegeln. Als Zuschauer waren anwesend u. a. der preußische Innenminister Albert Grzesinski, eine Studienkommission japanischer Juristen unter Führung des Rektors der Universität von Tokio sowie bekannte Schriftsteller, darunter Clara Viebig und Jakob Wassermann. Paul Krantz’ Verteidiger war der renommierte und hoch dotierte Rechtsanwalt Erich Frey.  Während des Prozesses wurde u. a. Polizeivizepräsident Bernhard Weiß als Zeuge vernommen.
Vom Gericht waren neun Sachverständige bestellt, darunter Magnus Hirschfeld. Dieser wurde vom Gericht zur sexuellen Aufklärung in den höheren Gymnasialklassen befragt und erklärte auf Nachfrage, dass in allen damaligen Lehrbüchern die menschlichen Geschlechtsorgane nicht erwähnt wurden. Hirschfeld stufte Krantz als einen »dégénéré supérieur« ein, der „sexuell unterentwickelt, geistig überentwickelt“ sei. Bevor Hirschfeld sein Gutachten abgab, fragte ihn der erste Staatsanwalt, „ob er sexuelle Dinge in eingehender Weise zu erörtern gedenke, da er sich in diesem Falle gezwungen sähe, den Ausschluß der Öffentlichkeit einschließlich der Presse zu beantragen“. Hirschfeld verneinte und erklärte, bei

„Krantz seien die körperliche und seelische Entwicklung völlig verschieden. Seelisch sei bei ihm eine Spätreife eingetreten, so daß er sich heute noch in dem Zustand eines 15jährigen jungen Mannes befinde. Seine geistige Entwicklung stehe nur in scheinbarem Widerspruch dazu. Mütterlicherseits ist er erheblich erblich belastet. Bei ihm ist alles verbunden mit Aufruhr und starkem Stimmungswechsel, vor allem aber mit inneren Angstzuständen, die sich mit zunehmender Pubertät steigern. Was sich bei ihm erhielt, ist der erotische Überschwang.“

Das Schwurgericht des Landgerichts Berlin-Moabit verurteilte Krantz am 20. Februar 1928 wegen unerlaubten Waffenbesitzes zu drei Wochen Haft, die mit der Untersuchungshaft verbüßt waren. Im Übrigen entschied das Gericht auf Freispruch.
Der Fall erregte in ganz Deutschland und auch in der internationalen Presse großes öffentliches Aufsehen und führte zu heftigen Debatten über den angeblichen sittlichen Verfall der Jugend in der Weimarer Republik.

## Unmittelbare Folgen
Nach dem Prozess leitete das Steglitzer Jugendamt „provisorische Fürsorgemaßnahmen“ für Hilde Scheller ein. Darüber hinaus wurde als weitere Maßnahme die Entziehung der elterlichen Gewalt und die Verhängung einer staatlichen Erziehung erwogen. Am 25. Februar 1928 verwarf der Verwaltungsausschuss des Jugendamtes nach langen Verhandlungen mit den Eltern diesen Schritt. Hilde sollte vielmehr in ein Erziehungsheim in eine „ruhige Gegend außerhalb Berlins“ gebracht werden, um ihr eine „sachgemäße Erziehung“ zuteilwerden zu lassen.
Aus Hilde Schellers Bekanntheit infolge des aufsehenerregenden Prozesses wollten geschäftstüchtige Zeitgenossen Kapital schlagen. So wurde in Berlin eine Broschüre mit dem Titel „Hilde Schellers Rechtfertigung“ auf der Straße sowie in Buchhandlungen verkauft. Die Druckschrift erweckte den Eindruck, von Hilde Scheller selbst verfasst worden zu sein, war jedoch von der Familie nicht autorisiert. Außerdem hatte der Komiker Wilhelm Bendow bei seinem Auftritt in der Operette Madame Pompadour am Großen Schauspielhaus nach dem Prozess in seine Rolle den Satz eingefügt: „Madame Pompadour hat sich sehr frei benommen, Hilde Scheller war gar nichts dagegen.“ Gegen diese Rufschädigungen seiner Tochter ging Hilde Schellers Vater vor. Er schaltete einen Anwalt ein und erwirkte einstweilige Verfügungen gegen den Verleger der Broschüre, die Direktion des Schauspielhauses sowie Wilhelm Bendow.
Das für den freigesprochenen Paul Krantz zuständige Bezirksjugendamt Tempelhof beschränkte sich darauf, „durch geeignete Maßnahmen die seelische Gesundung des aus seiner Bahn geworfenen jungen Mannes anzustreben“. Ihm sollte die Möglichkeit zur Erholung gegeben werden. Außerdem setzte sich das Amt dafür ein, dem weiteren
Schulbesuch von Paul Krantz „keine Hindernisse in den Weg zu legen“, damit er sich wie geplant auf die Abiturprüfung vorbereiten konnte. Man erwartete vom Provinzialschulkollegium Unterstützung in dieser Richtung.

## Nachwirkungen
Paul Krantz verarbeitete Teile des Vorfalls in seinem 1931 unter seinem Pseudonym und späteren Namen Ernst Erich Noth erschienenen Roman Die Mietskaserne. Das Werk fand unmittelbar nach seinem Erscheinen große Beachtung und erhielt gute Kritiken. Kurz nach der Veröffentlichung legte der Societäts-Verlag Frankfurt, in dem das Buch erschienen war, den tatsächlichen Verfasser offen. Zu diesem Zeitpunkt war Paul Krantz Student an einer süddeutschen Universität.
Die größtenteils autobiografische Darstellung des Lebens von Jugendlichen in einem Berliner Mietshaus der Weimarer Zeit wurde nach der 1932 erschienenen, gekürzten zweiten Auflage jedoch als „undeutsch“ verboten und erst 1982, kurz vor Krantz’ Tod, erneut aufgelegt.
Die Schriftstellerin Clara Viebig hatte an der Gerichtsverhandlung zur Steglitzer Schülertragödie teilgenommen. In ihrem Roman Insel der Hoffnung (1933) verarbeitete sie ihre Eindrücke bezüglich der Befragung Jugendlicher über intime Details ihres Privatlebens, die sie als unangemessen und voyeuristisch empfindet.
Der Vorfall selbst diente 1999 als Vorlage zu dem Roman Der Selbstmörder-Klub von Arno Meyer zu Küingdorf. Der Stoff wurde dreimal verfilmt; 1929 von Carl Boese in Geschminkte Jugend, 1960 von Max Nosseck unter dem gleichen Titel und 2004 von Achim von Borries als Was nützt die Liebe in Gedanken. Ebenfalls Bezug auf den Vorfall nimmt Peter Martin Lampels Drama Pennäler aus dem Jahre 1929.